# Temporada da Indy Lights de 2000
A Temporada da Indy Lights de 2000 foi a 15ª temporada do campeonato. Consistiu em 12 corridas, disputadas entre 16 de abril e 29 de outubro de 2000. 
Foi dominada pelo neozelandês Scott Dixon, que conquistou seis vitórias a caminho do campeonato.

## Equipes e pilotos
Este gráfico reflete apenas as combinações confirmadas e citadas de piloto, motor e equipe.
| Equipe                    | Chassis | Motor     | Pneus | N° | Piloto(s)           | Etapa(s)       |
| ------------------------- | ------- | --------- | ----- | -- | ------------------- | -------------- |
| PacWest Lights            | Wildcat | Chevrolet | G     | 17 | Scott Dixon         | Todas          |
| PacWest Lights            | Wildcat | Chevrolet | G     | 18 | Tony Renna          | Todas          |
| Team KOOL Green           | Wildcat | Honda     | G     | 26 | Jeff Simmons        | Todas          |
| Team KOOL Green           | Wildcat | Honda     | G     | 27 | Jonny Kane          | Todas          |
| Team Mexico Quaker Herdez | Wildcat | Honda     | G     | 7  | Mario Domínguez     | Todas          |
| Team Mexico Quaker Herdez | Wildcat | Honda     | G     | 78 | Luis Díaz           | 1-9 e 11-12    |
| Lucas Motorsports         | Wildcat | Chevrolet | G     | 4  | Geoff Boss          | Todas          |
| Lucas Motorsports         | Wildcat | Chevrolet | G     | 5  | Andy Boss           | Todas          |
| Mexpro Racing             | Wildcat | Chevrolet | G     | 15 | Rudy Junco          | Todas          |
| Mexpro Racing             | Wildcat | Chevrolet | G     | 16 | Derek Higgins       | 6-9 e 11-12    |
| Genoa Racing              | Wildcat | Chevrolet | G     | 61 | Cory Witherill      | 1-6, 9-10 e 12 |
| Genoa Racing              | Wildcat | Chevrolet | G     | 62 | Waldemar Coronas    | 4 e 9          |
| Dorricott Racing          | Wildcat | Chevrolet | G     | 1  | Townsend Bell       | Todas          |
| Dorricott Racing          | Wildcat | Chevrolet | G     | 2  | Casey Mears         | Todas          |
| Dorricott Racing          | Wildcat | Chevrolet | G     | 3  | Jason Bright        | 1-5 e 7-12     |
| Conquest Racing           | Wildcat | Chevrolet | G     | 21 | Felipe Giaffone     | Todas          |
| Conquest Racing           | Wildcat | Chevrolet | G     | 11 | Chris Menninga      | Todas          |
| Conquest Racing           | Wildcat | Chevrolet | G     | 64 | Rolando Quintanilla | 1 e 3-12       |
| Brian Stewart Racing      | Wildcat | Chevrolet | G     | 8  | Rodolfo Lavín       | Todas          |
| Brian Stewart Racing      | Wildcat | Chevrolet | G     | 9  | Todd Snyder         | 1-6, 9 e 12    |
| Brian Stewart Racing      | Wildcat | Chevrolet | G     | 10 | Soheil Ayari        | 1              |

## Calendário
| #  | Data           | Grande Prêmio     | Circuito                          | Local                         |
| -- | -------------- | ----------------- | --------------------------------- | ----------------------------- |
| 1  | 16 de Abril    | GP de Long Beach  | R Ruas de Long Beach              | Long Beach, Califórnia        |
| 2  | 5 de Junho     | GP de Milwaukee   | O Milwaukee Mile                  | Milwaukee, Wisconsin          |
| 3  | 18 de Junho    | GP de Detroit     | R Renaissance Center              | Detroit, Michigan             |
| 4  | 25 de Junho    | GP de Portland    | O Portland International Raceway  | Portland, Oregon              |
| 5  | 22 de Julho    | GP de Michigan    | O Michigan International Speedway | Brooklyn, Michigan            |
| 6  | 30 de Julho    | GP de Chicago     | O Chicago Motor Speedway          | Cicero, Illinois              |
| 7  | 13 de Agosto   | GP de Mid-Ohio    | R Mid-Ohio Sports Car Course      | Lexington, Ohio               |
| 8  | 3 de Setembro  | GP de Vancouver   | R Ruas de Vancouver               | Vancouver, Colúmbia Britânica |
| 9  | 10 de Setembro | GP de Laguna Seca | R Laguna Seca Raceway             | Monterey, Califórnia          |
| 10 | 17 de Setembro | GP de Illinois    | O Gateway Motorsports Park        | Madison, Illinois             |
| 11 | 1 de Outubro   | GP de Houston     | R Reliant Park and Astrodomain    | Houston, Texas                |
| 12 | 29 de Outubro  | GP de Fontana     | O Auto Club Speedway              | Fontana, Califórnia           |

## Resultados
| #  | Grande Prêmio     | Pole position   | Volta mais rápidas | Vencedores      | Vencedores       | Info   |
| #  | Grande Prêmio     | Pole position   | Volta mais rápidas | Piloto          | Equipe           | Info   |
| -- | ----------------- | --------------- | ------------------ | --------------- | ---------------- | ------ |
| 1  | GP de Long Beach  | Jonny Kane      | Felipe Giaffone    | Scott Dixon     | PacWest Racing   | [ 4 ]  |
| 2  | GP de Milwaukee   | Scott Dixon     | Scott Dixon        | Scott Dixon     | PacWest Racing   | [ 5 ]  |
| 3  | GP de Detroit     | Jonny Kane      | Felipe Giaffone    | Jonny Kane      | Team Green       | [ 6 ]  |
| 4  | GP de Portland    | Townsend Bell   | Jeff Simmons       | Jason Bright    | Dorricott Racing | [ 7 ]  |
| 5  | GP de Michigan    | Felipe Giaffone | Townsend Bell      | Felipe Giaffone | Conquest Racing  | [ 8 ]  |
| 6  | GP de Chicago     | Chris Menninga  | Scott Dixon        | Scott Dixon     | PacWest Racing   | [ 9 ]  |
| 7  | GP de Mid-Ohio    | Jason Bright    | Scott Dixon        | Townsend Bell   | Dorricott Racing | [ 10 ] |
| 8  | GP de Vancouver   | Felipe Giaffone | Scott Dixon        | Scott Dixon     | PacWest Racing   | [ 11 ] |
| 9  | GP de Laguna Seca | Casey Mears     | Tony Renna         | Scott Dixon     | PacWest Racing   | [ 12 ] |
| 10 | GP de Illinois    | Townsend Bell   | Casey Mears        | Townsend Bell   | Dorricott Racing | [ 13 ] |
| 11 | GP de Houston     | Casey Mears     | Casey Mears        | Casey Mears     | Dorricott Racing | [ 14 ] |
| 12 | GP de Fontana     | Felipe Giaffone | Townsend Bell      | Scott Dixon     | PacWest Racing   | [ 15 ] |

## Classificação Final

### Resultado após doze etapas
Para cada corrida os pontos foram premiados: 20 pontos para o vencedor, 16 para o vice-campeão, 14 para o terceiro lugar, 12 para o quarto lugar, 10 para o quinto lugar, 8 para o sexto lugar, 6 sétimo, diminuindo para 1 ponto 12º lugar. Pontos adicionais foram concedidos ao vencedor da pole (1 ponto) e ao piloto que liderou a maioria das voltas (1 ponto).
| #   | Piloto              | STP | PHX | LBH | ALA | IGP | TEX | ROA | IOW | TOR | MDO | POC | GAT | Pts |
| --- | ------------------- | --- | --- | --- | --- | --- | --- | --- | --- | --- | --- | --- | --- | --- |
| 1   | Scott Dixon         | 1   | 1   | 4   | 11  | RET | 1   | 2   | 1   | 1   | RET | RET | 1   | 155 |
| 2   | Townsend Bell       | RET | 6   | 7   | 2   | 4   | 2   | 1   | 4   | RET | 1   | 2   | 2   | 146 |
| 3   | Casey Mears         | 5   | 5   | 3   | 7   | 2   | 10  | 5   | 8   | 2   | 2   | 1   | 4   | 141 |
| 4   | Felipe Giaffone     | 3   | 12  | 2   | 14  | 1   | 4   | RET | 2   | 6   | 7   | 3   | 7   | 118 |
| 5   | Tony Renna          | 9   | RET | RET | 4   | 3   | 3   | 4   | 6   | 4   | 4   | 10  | 3   | 105 |
| 6   | Jason Bright        | 2   | 2   | RET | 1   | 9   |     | 3   | RET | 8   | 3   | RET | 14  | 91  |
| 7   | Jeff Simmons        | 4   | 7   | 9   | 3   | RET | 7   | 6   | 3   | 3   | RET | 11  | 6   | 88  |
| 8   | Mario Domínguez     | 10  | 3   | 5   | 6   | 7   | 11  | 11  | 5   | 10  | 6   | RET | 16  | 67  |
| 9   | Chris Menninga      | 11  | 4   | 6   | 5   | RET | 9   | RET | RET | 13  | 5   | 5   | 9   | 61  |
| 10  | Jonny Kane          | 6   | RET | 1   | RET | RET | DNS | 10  | RET | 5   | 9   | RET | 10  | 52  |
| 11  | Rodolfo Lavín       | 7   | 8   | 13  | 12  | RET | 5   | RET | 10  | 16  | 8   | 6   | 5   | 48  |
| 12  | Geoff Boss          | 8   | 11  | 11  | 9   | 6   | 12  | 8   | 11  | 12  | 12  | 4   | DNS | 43  |
| 13  | Luis Díaz           | 12  | 10  | 14  | 8   | 12  | 6   | RET | RET | 7   |     | 7   | 15  | 31  |
| 14  | Rudy Junco          | RET | 9   | 12  | 10  | 13  | 8   | RET | 9   | 11  | 11  | RET | 8   | 26  |
| 15  | Andy Boss           | 13  | 14  | 10  | 13  | 10  | RET | 9   | RET | 9   | 13  | 9   | 12  | 19  |
| 16  | Rolando Quintanilla | 14  |     | RET | RET | 8   | RET | 12  | RET | 17  | 10  | 8   | 11  | 16  |
| 17  | Todd Snyder         | RET | RET | 8   | RET | 5   | RET |     |     | RET |     |     | RET | 15  |
| 18  | Derek Higgins       |     |     |     |     |     | 13  | 7   | 7   | 14  |     | RET | RET | 12  |
| 19  | Cory Witherill      | RET | 13  | 15  | RET | 11  | RET |     |     | RET | DNS |     | 13  | 2   |
| 20  | Waldemar Coronas    |     |     |     | RET |     |     |     |     | 15  |     |     |     | 0   |
| 21  | Soheil Ayari        | RET |     |     |     |     |     |     |     |     |     |     |     | 0   |
| Pos | Driver              | STP | PHX | LBH | ALA | IMS | TEX | ROA | IOW | TOR | MDO | POC | GAT | Pts |

| #   | Piloto              | STP | PHX | LBH | ALA | IGP | TEX | ROA | IOW | TOR | MDO | POC | GAT | Pts |
| --- | ------------------- | --- | --- | --- | --- | --- | --- | --- | --- | --- | --- | --- | --- | --- |
| 1   | Scott Dixon         | 1   | 1   | 4   | 11  | RET | 1   | 2   | 1   | 1   | RET | RET | 1   | 155 |
| 2   | Townsend Bell       | RET | 6   | 7   | 2   | 4   | 2   | 1   | 4   | RET | 1   | 2   | 2   | 146 |
| 3   | Casey Mears         | 5   | 5   | 3   | 7   | 2   | 10  | 5   | 8   | 2   | 2   | 1   | 4   | 141 |
| 4   | Felipe Giaffone     | 3   | 12  | 2   | 14  | 1   | 4   | RET | 2   | 6   | 7   | 3   | 7   | 118 |
| 5   | Tony Renna          | 9   | RET | RET | 4   | 3   | 3   | 4   | 6   | 4   | 4   | 10  | 3   | 105 |
| 6   | Jason Bright        | 2   | 2   | RET | 1   | 9   |     | 3   | RET | 8   | 3   | RET | 14  | 91  |
| 7   | Jeff Simmons        | 4   | 7   | 9   | 3   | RET | 7   | 6   | 3   | 3   | RET | 11  | 6   | 88  |
| 8   | Mario Domínguez     | 10  | 3   | 5   | 6   | 7   | 11  | 11  | 5   | 10  | 6   | RET | 16  | 67  |
| 9   | Chris Menninga      | 11  | 4   | 6   | 5   | RET | 9   | RET | RET | 13  | 5   | 5   | 9   | 61  |
| 10  | Jonny Kane          | 6   | RET | 1   | RET | RET | DNS | 10  | RET | 5   | 9   | RET | 10  | 52  |
| 11  | Rodolfo Lavín       | 7   | 8   | 13  | 12  | RET | 5   | RET | 10  | 16  | 8   | 6   | 5   | 48  |
| 12  | Geoff Boss          | 8   | 11  | 11  | 9   | 6   | 12  | 8   | 11  | 12  | 12  | 4   | DNS | 43  |
| 13  | Luis Díaz           | 12  | 10  | 14  | 8   | 12  | 6   | RET | RET | 7   |     | 7   | 15  | 31  |
| 14  | Rudy Junco          | RET | 9   | 12  | 10  | 13  | 8   | RET | 9   | 11  | 11  | RET | 8   | 26  |
| 15  | Andy Boss           | 13  | 14  | 10  | 13  | 10  | RET | 9   | RET | 9   | 13  | 9   | 12  | 19  |
| 16  | Rolando Quintanilla | 14  |     | RET | RET | 8   | RET | 12  | RET | 17  | 10  | 8   | 11  | 16  |
| 17  | Todd Snyder         | RET | RET | 8   | RET | 5   | RET |     |     | RET |     |     | RET | 15  |
| 18  | Derek Higgins       |     |     |     |     |     | 13  | 7   | 7   | 14  |     | RET | RET | 12  |
| 19  | Cory Witherill      | RET | 13  | 15  | RET | 11  | RET |     |     | RET | DNS |     | 13  | 2   |
| 20  | Waldemar Coronas    |     |     |     | RET |     |     |     |     | 15  |     |     |     | 0   |
| 21  | Soheil Ayari        | RET |     |     |     |     |     |     |     |     |     |     |     | 0   |
| Pos | Driver              | STP | PHX | LBH | ALA | IMS | TEX | ROA | IOW | TOR | MDO | POC | GAT | Pts |

| Cor             | Resultado                            |
| --------------- | ------------------------------------ |
| Ouro            | Vencedor                             |
| Prata           | 2º lugar                             |
| Bronze          | 3º lugar                             |
| Verde           | 4º e 5º lugares                      |
| Azul claro      | 6º–10º lugares                       |
| Azul escuro     | Completou a corrida (fora do Top 10) |
| Roxo            | Não completou a corrida              |
| Vermelho        | Não se classificou (NQ)              |
| Marrom          | Retirou-se da corrida (Wth)          |
| Preto           | Desclassificado (DSQ)                |
| Vermelho escuro | Não largou (DNS)                     |
| Vermelho escuro | Abandonou a corrida (C)              |
| Vazio           | Não participou                       |